# 海西镇
海西镇是中华人民共和国浙江省温州市平阳县下辖的一个镇。
2016年1月23日，浙江省人民政府批复同意调整鳌江镇、万全镇管辖范围，增设海西镇，镇政府驻新阳路66号。

## 行政区划
海西镇下辖以下村级行政区划单位：
殿后山村、海滨村、跳头村、北山村、一沙村、二沙村、三沙村、四沙村、青湖村、银岭村、长桥村、官宕村、陡北村、陡南村、北厂村、东横塘村、新界村、加丰村、仙口村和宋埠村。